# Нащокин, Григорий Афанасьевич
Григо́рий Афана́сьевич Нащо́кин (ум. после 1598) — представитель русского дворянского рода Нащокиных, дипломат Русского царства.

## Биография
Григорий Нащокин происходил из дворянского рода Нащокиных. Сын Афанасия Нащокина-Злобы, головы (1562), наместника в Изборске. Брат воеводы и дипломата Иван Нащокина и воеводы, основателя Архангельска Петра Нащокина.
23 апреля 1580 года царь Иван Васильевич отправил его посланником в Литву и велел передать Стефану Баторию грамоту, убеждавшую не требовать присылки московского посольства, так как это было бы вопреки старинным обычаям. Однако, в случае крайней необходимости, Г. Нащокин должен был согласиться на посылку уполномоченных и просить для их проезда «опасной» грамоты. В мае того же 1580 года Нащокин доносил царю, что Стефан Баторий находится в Вильне, что по разным «украйнам» у него довольно много войска и что неизвестно, куда он пойдет войной. Г. А. Нащокин возвратился в Москву 1 июля, а в конце месяца в Литву были отправлены для переговоров уполномоченные князь Сицкий и дьяк Пивов. 

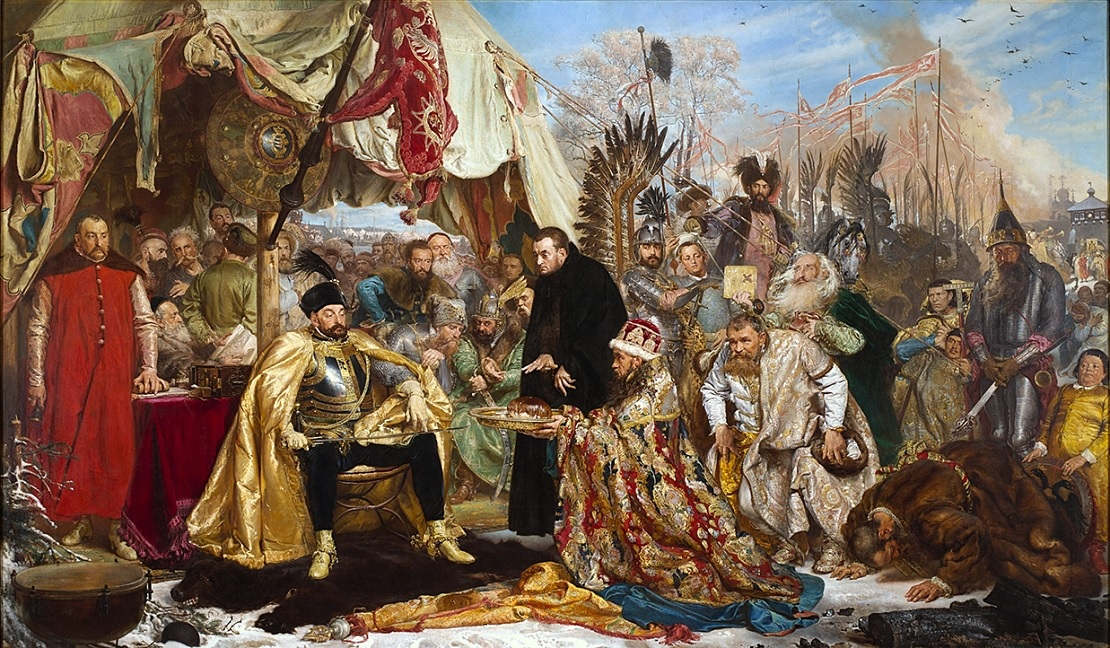
Картина «Стефан Баторий под Псковом»
(художник Ян Матейко)
Нащокин полуприсел справа от коленопреклоненного владыки полоцкого Киприана, в богатом, шитом золотом облачении, на золотом блюде подносящего королю хлеб, видимо, символизирующий просьбу о пощаде и мире

В 1581 году на седьмой свадьбе царя Ивана Грозного с Марией Фёдоровной Нагой Нащокин должен был «сорок соболей держать, чем государя на месте опахивать».
В 1588 году он был приставом у цареградского патриарха Иеремии Второго, приехавшего в Москву 13 июня.
В 1592 году Григорий Афанасьевич Нащокин ездил в Константинополь для переговоров с турецким султаном об упрочении мирных отношений с Крымом. Нащокин должен был сказать султану, что русский царь оттого долго не отправлял к нему посланника, что литовско-польский король не пропускал через Литву, а через Дон тоже опасно ехать, так как там живут литовские казаки и заодно с донскими казаками враждебно относятся к московскому царю. По приезде в Константинополь Нащокину предписывалось войти в тайные сношения с патриархом Иеремиею и с Терновским митрополитом Дионисием, который незадолго перед тем приезжал в Москву. Митрополит обещал царю Феодору Иоанновичу «служить и всякими делами промышлять», пользуясь тем, что его родственник Иван Грек состоит ближним человеком при дворе султана; вследствие этого царь велел Нащокину отвезти свое жалованье Ивану Греку и отослать его тайно. Если патриарх и митрополит подтвердят о своем желании служить царю и станут просить списка с государевой грамоты к султану, чтобы знать, какого рода служба от них потребуется, Нащокин должен был тайно послать им список с государевой грамоты.
При отправлении Григория Нащокина в Константинополь ему была вручена царская грамота на имя донских казаков; царь убеждал их мирно жить с азовцами и отпустить пленных турок и черкес, за что он пожалует их своим великим жалованьем. Когда Нащокин объявил им это, а также и повеление царя дать ему провожатых и оставить на Дону сына боярского Хрущова для обереганья государевых украин от прихода воинских людей, — казаки выразили готовность проводить Нащокина, как приказано, но отказались выдать пленных, если за них не прислан из Москвы «окуп», и не пожелали служить царю с Хрущовым. Они высказали Нащокину и свою обиду, что царь обратился в грамоте сначала к «верховым» атаманам и казакам, а потом уже к ним, «низовым», причем он не назвал по именам лучших атаманов. Нащокин привез казакам государево жалованье — разные сукна, селитру, серу, свинец, 200 четвертей сухарей, по 30 четвертей круп и толокна. Он хотел раздавать сукна по царскому наказу, но казаки сказали, что разделят сами. Так как много казаков было в это время на море, то те, которые разговаривали с Нащокиным, отложили решение о мире с азовцами до возвращения товарищей с моря. 11 июня, когда все казаки были в сборе, к шатру Нащокина пришло человек 600 казаков и атаманов; они были вооружены саблями и «ручницами» и требовали, чтобы Нащокин показал им государев наказ. Нащокин не дал наказа, сославшись на то, что в нем писано о многих делах; если же казаки намерены грабить государеву казну — прибавил он, — то добровольно он ею не поступится. «И они шумели много — писал Нащокин в своем донесении царю — и достальную селитру и запас твой, государев, взяли сильно; да у нас же в стану взяли донского атамана Вишату Васильева, который послан с нами с Москвы, и бив его «ослопы», перед нашим шатришком посадили в воду». Казаки поступили так с Васильевым за то, что он уговаривал их выдать пленников.
Казаки одержали свое обещание дать провожатых и проводили Нащокина до Азова. Отпустив Нащокина из Азова, тамошние жители (как писали царю донские казаки) заперли в Азове 130 донских атаманов и казаков и двух толмачей; одного толмача и многих казаков они казнили, а другого толмача и остальных казаков «посадили в каторгу». Приехав в Константинополь, Нащокин писал царю Фёдору Ивановичу, что ему было «великое истязанье в розмирье» донских казаков с азовцами. В начале пребывания Нащокина в Константинополе султан хотел немедленно выслать его вследствие доноса азовского жителя Усеин-Челибея, что Нащокин прислан в качестве шпиона, что магометане в Астрахани терпят притеснение от православных, и что донские казаки до такой степени враждебно настроены, что не дают азовцам выйти из ворот. Весьма возможно, что визирь доказал султану, что Нащокин ни в чем не виноват, и султан дозволил ему перезимовать в Константинополе.
В 1592 году, в грамоте царя Фёдора Ивановича к двенадцатому султану Османской империи Мураду III и Бориса Годунова к визирю было, в частности, сказано: 

«Мы не хотим слушать императора, королей испанского и литовского, папы и шаха, которые убеждают нас вместе с ними обнажить меч на главу мусульманства».

Обменявшись с Григорием Нащокиным выражениями учтивости, визирь сказал: 

«Царь предлагает нам дружбу. Мы поверим ей, когда он согласится отдать великому султану Астрахань и Казань. Не боимся ни Европы, ни Азии: войско наше столь бесчисленно, что земля не может поднять его; оно готово устремиться сухим путем на шаха, Литву и цесаря, а морем на королей испанского и французского. Хвалим вашу мудрость, если вы действительно не хотели пристать к ним, и султан не велит хану тревожить России, буде царь сведет с Дону казаков своих и разрушит четыре новые крепости, основанные им на берегах сей реки и Терека, чтобы преграждать нам путь к Дербенту: или сделайте так, или (в чем клянуся Богом) не только велим хану и нагаям беспрестанно воевать Россию, но и сами пойдем на Москву своими головами, сухим путем и морем, не боясь ни трудов, ни опасности, не жалея ни казны, ни крови. Вы миролюбивы; но для чего же вступаете в тесную связь с Иверией, подвластной султану?»

Григорий Афанасьевич Нащокин отвечал, что Астрахань и Казань нельзя отдать; что на Дону нет никаких крепостей, а что казаков оттуда царь велит удалить; что в Грузию (страну нам единоверную) царь посылает священников, а не войско, и дозволяет приезжать в Московское государство грузинам для торговли. Нащокин так закончил свою речь: 

«Дал бы Бог, чтобы между государями вперед братская любовь утвердилась; а теперь если крымский хан и пойдет на государевы украйны, то воля Божия: государя нашего рать против него готова, и не угадать, кому что Бог даст. Лучше бы Крымского унять, чтоб вперед между государями братская любовь не рушилась».

Визирь сказал на это: 

«Правда: когда люди с людьми сшибутся, то будет убыток на обе стороны, да уже не воротишь, а нам стало досадно, что сделали ваши казаки. За такие дела над послами опала бывает: но государь наш над вами за это ничего сделать не велел, потому что у нас того в обычае не ведется, и отпустит вас к вашему государю по прежнему обычаю».

Для лучшего выяснения недоразумений Нащокин предложил визирю отправить в Московское государство посла; визирь едва согласился на это, так как по турецкому обычаю допускаются иноземные послы в Турцию, но отнюдь не отправляются султаном послы в другие государства (хотя после визита к султану посланника Благова в Москву с ответом уже посылался Ибрагим-Адзий, но вести какие-либо переговоры о союзе между странами он отказался и все свел на вопрос о донских казаках).
Весьма интересно в историческом плане донесение Г. А. Нащокина о тогдашнем состоянии Турции и Греции. Он писал: 
«В Турции ныне все изменилось: султан и паши мыслят единственно о корысти; первый умножает казну, а для чего, неизвестно: прячет золото в сундуках и не дает жалованья войску, которое в ужасном мятеже недавно приступало ко дворцу, требуя головы дефтердаря или казначея. Нет ни устройства, ни правды в государстве. Султан обирает чиновников, чиновники обирают народ; везде грабеж и смертоубийства; нет безопасности для путешественников на дорогах, ни для купцов в торговле. Земля опустела от войны Персидской, насилия и мздоимства, особенно Молдавская и Волошская, где непрестанно сменяют господарей. Греки в страшном утеснении: бедствуют, не имея и надежды на будущее».
Узнав, что при возвращении из Константинополя Нащокина султан отпустит с ним своего чауша править посольство в Московском государстве, царь Фёдор Иванович послал на Дон дворянина Ивана Васильевича Измайлова с грамотой к казакам и для приготовления встречи Нащокину и чаушу. Двести или триста казаков должны были отправиться с Измайловым к Азову, дождаться там прибытия Нащокина и чауша и проводить их до Украйны «урядно, по прежним обычаям». В грамоте повторялось увещание, чтобы донские казаки помирились с азовцами. Царь требовал, чтобы казаки не ходили морем на турецкие города и не чинили бы никакого задора даже в том случае, если им будет какая-нибудь досада со стороны Азова. Если же по вине казаков произойдет недружба или ссора между царем Феодором Иоанновичем и турецким султаном, тогда казаки будут в опале, никогда не посмеют приехать в Москву, и царь пошлет на Дон к Роздорам большую рать, велит поставить там город и сгонит казаков с Дона; «и вам от нас и от Турского султана где избыти, толко начнете так воровать, как ныне воруете?» Грамота заканчивалась повелением идти на Калмиус громить Аросланов улус, добыть языков и прислать их в Москву, чтобы уведомить о намерениях крымского хана. Если же до приезда Нащокина и турецкого чауша хан и царевичи вместе с азовскими людьми не пойдут на Московские украйны, то донские казаки должны идти на перевоз, и на дороги, и на Донец Северский и промышлять вместе с Путивльскими людьми и с Запорожскими Черкасами, которые по царскому указу прибудут, против крымского хана на Донец. Казаки не хотели, однако, «показать своей службы» по царскому требованию, и князь Волконский, отправленный встречать турецкого посланника под Азов, донес царю, что казаки отказались дать провожатых, говоря, что неволею они никого не могут послать, а если кто поедет по охоте — тем они не запретят.
Григорий Нащокин находился в этой командировке с 6 апреля 1592 года по 2 октября 1593 года. В течение четырех лет (1593—1597 гг.) ничего не известно о его службе, а в 1597 году он вместе с окольничим князем Иваном Васильевичем Великогагиным и дьяком Тимофеем Петровым составлял десятню по городу Ряжску и заведовал раздачей денежного жалованья в Кошире и Мещере.
В 1598 году, когда царь Борис Годунов пошел в Серпухов против крымского хана Казыгирея, Москва была разделена на участки, в которые назначены воеводы; Тимофей Иванович Сабуров и Нащокин ведали новый деревянный город, от Тверской улицы до Яузы и до Москвы реки и до нового Каменного города.
В 1586 году, в то время, как Григорий Афанасьевич Нащокин исполнял дипломатическое поручение в Литве, — на Луках Великих стояло московское войско; воеводами в большом полку были: князь Василий Дмитриевич Хилков и другой Григорий Афанасьевич Нащокин. Одинаковость имен ввела в заблуждение Карамзина, и говоря о поражении московского войска под Торопцом, он выразился так: «В сем жарком деле пленили сановника царского Григорья Нащокина, употребляемого в посольствах». В примечании к этому месту приведена следующая выписка из разряда: «1 октября пришла весть к Государю, что воевод, кн. Василия Хилкова с товарищи побили, а, убили воеводу Григорья Афанасьева Нащокина, а взяли Деменшу Черемисинова». Точное время смерти Нащокина неизвестно, но из предыдущего изложения видно, что Григорий Афанасьевич Нащокин, исполнявший дипломатическую службу, в 1598 году был ещё жив.